# Берёзовка (приток Медведки)
Берёзовка — река в юго-восточной части Московской области России, левый приток Медведки.
На Берёзовке, недалеко от старых фосфоритных карьеров у посёлка Фосфоритный, устроено большое водохранилище, на берегах которого расположена одноимённая база отдыха и несколько коттеджных посёлков.
Длина — 11 километров. Равнинного типа. Питание преимущественно снеговое. Берёзовка замерзает в ноябре — начале декабря, вскрывается в конце марта — апреле.
Исключительно живописные места — вековой бор, большой пруд.